# Institut de technologie de l'Illinois
Pour les articles homonymes, voir IIT.

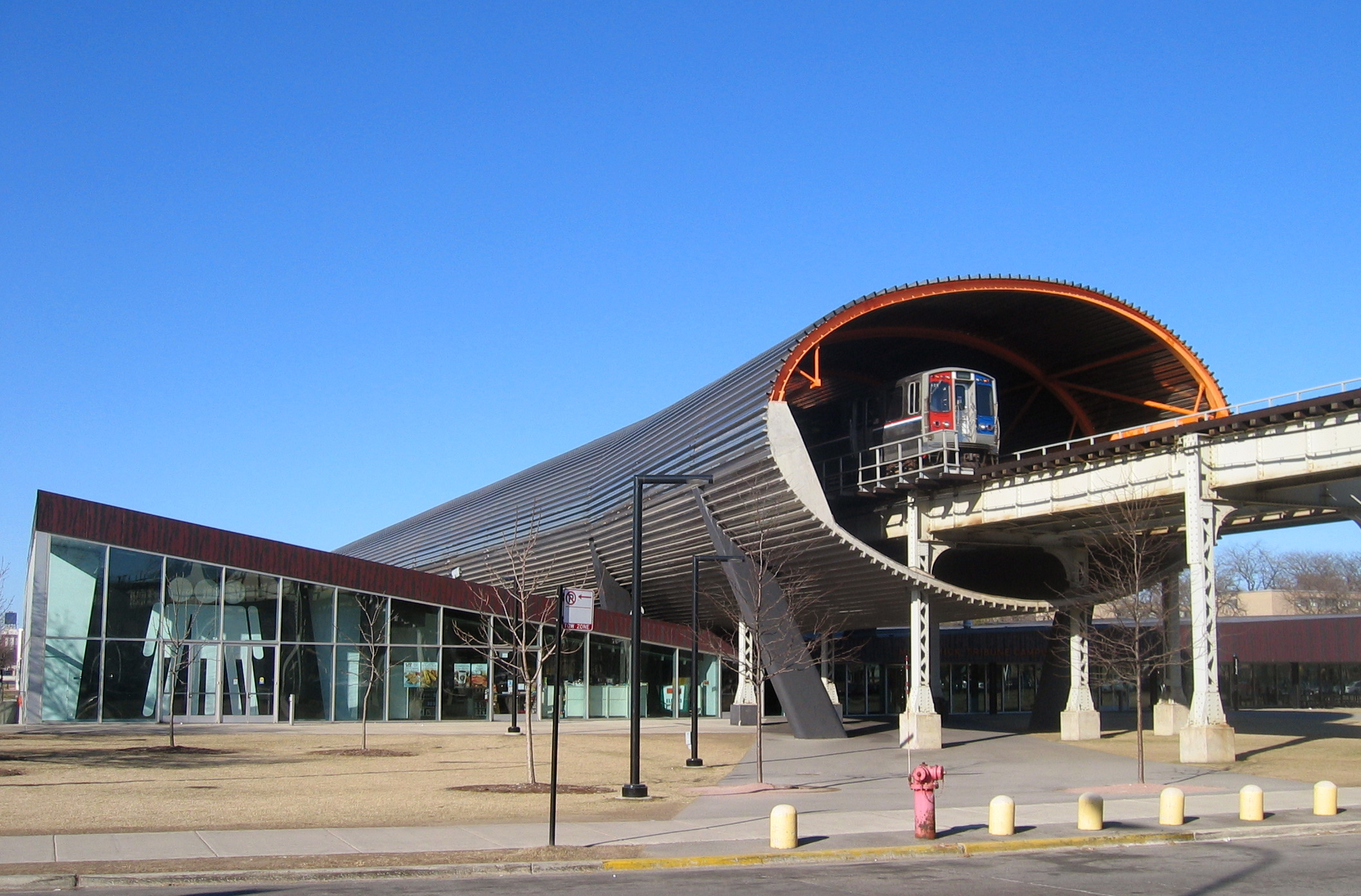
Le McCormick Tribune Campus Center de l’Illinois Institute of Technology, à Chicago dans l’Illinois (États-Unis).

L'Institut de technologie de l'Illinois (en anglais Illinois Institute of Technology ; connu sous l'acronyme IIT) est un institut de technologie, fondé en 1940, à Chicago en Illinois. Il est membre du groupe Association of Independent Technological Universities, qui regroupe notamment le MIT et Caltech. Le projet de son campus principal, d'une superficie de 50 hectares, est en grande partie l'œuvre de l'architecte Ludwig Mies van der Rohe, et a été récompensé par l'institut américain des architectes (AIA) comme l'un des projets architecturaux les plus significatifs du XXe siècle.
La devise de l'institut est Transforming Lives. Inventing the Future., (Transformer des vies. Inventer l'avenir).
L'institut délivre le statut de Doctor of Philosophy à ses étudiants dans les filières suivantes :
- Ingénierie
- Sciences
- Psychologie
- Architecture
- Commerce
- Journalisme
- Communication
- Design
- Droit.

## Campus
L'Institut de technologie de l'Illinois comprend cinq campus, trois se trouvent dans la ville de Chicago, les deux autres dans les villes de Wheaton et Summit, en banlieue proche de Chicago.